# Ірина Ласкаріна
Ірина Ласкаріна (*Ειρήνη Λασκαρίνα, бл. 1200 —1239) — імператриця Нікеї в 1221—1239 роках.

## Життєпис
Походила з династії Ласкарісів (Ласкарів). Донька Феодора I, імператора Нікейського, та Анни Ангеліни (доньки візантійського імператора Олексія III. Народилася близько 1200 року в Константинополі. 1204 році її батько став володарем Нікейської імперії.
У 1211 році вийшла заміж за Андроніка Палеолога, військовика свого батька. Але у 1212 році чоловік Ірини помер. У 1213 році Ласкаріну було видано за протовестіаріта Іоанна Дуку Ватаца. В шлюбі народився лише 1 син, оскільки після падіння з коня під час полювання Ірина вже не могла мати дітей.
У 1221 році після смерті Феодора I стає імператрицею разом з чоловіком. Завдяки Ірини Ватац став імператором Нікеї. Усіляко допомагала порадами своєму чоловікові, впливала на внутрішню політику.
У 1239 році захворіла, перед смертю стала черницею під ім'ям Євгенії. Померла того ж року.

## Родина
Чоловік — Іоанн III Дука Ватац
Діти:
- Феодор (1221—1258), нікейський імператор